# Metopius elegans
Metopius elegans là một loài tò vò trong họ Ichneumonidae.